# Лесовое (Бродовская городская община)
Лесовое (укр. Лісове) — село в Бродовской городской общине Золочевского района Львовской области Украины. Расположено в 4,5 км к юго-западу от Лешнева и в 20,5 км по автодорогам к северу от города Броды.

## История
Селение возникло к концу XVIII века как пасека, в 1793 году построена деревянная церковь Рождества Иоанна Крестителя.
В середине XIX века — часть деревни Пески, относилась к округу Броды края Золочев Галиции.
В годы Первой мировой войны церковь была разрушена, к 1936 году восстановлена, сейчас принадлежит ПЦУ.
В 1939 году — часть деревни Пески гмины Лешнев Бродовского повята Тарнопольского воеводства Польши.
В том же году село вошло в состав Львовской области УССР, в 1968 и 1978 годах входило в состав Лешневского сельсовета.
В 1989 году население составляло 229 человек (110 мужчин, 119 женщин).
По переписи 2001 года население составляло 121 человек, все назвали родным языком украинский.